# Redessan
Redessan ist eine französische Gemeinde mit 4227 Einwohnern (Stand 1. Januar 2022) im Département Gard der Region Okzitanien.

## Geografie
Redessan liegt zwischen dem westlich gelegenen Nîmes und dem östlich gelegenen Beaucaire. Die Grenze zur Nachbargemeinde Jonquières-Saint-Vincent stellt ungefähr die Grenze des languedokischen Dialekts zum Provenzalischen dar. Somit könnte man Redessan als Grenzort zur historischen Region Provence bezeichnen.
Die Nachbargemeinden von Redessan sind Bezouce und Meynes im Norden, Jonquières-Saint-Vincent im Osten, Beaucaire im Südosten, Manduel im Südwesten und Marguerittes im Westen. Das Gemeindegebiet wird vom Bach Buffalon durchflossen.

## Ortsname
Der ursprüngliche Ortsname, der im Jahr 925 erstmals erwähnt wurde, lautete Villa Rediciano. Der Name leitet sich vom Landhaus eines reichen römischen Konsuls ab. 943 wurde der Ort als villa nova bezeichnet, kurz darauf verschwand diese Bezeichnung jedoch, es blieb der Name Rediciano. Bis 1208 änderte sich dieser zu Redazanum und 1306 wurde das Dorf als Redessanum bezeichnet. Nachdem es 1386 als Redessano erwähnt wurde, erschien Redessan 1435 erstmals unter seinem heutigen Namen.

## Geschichte
Die erstmalige Besiedlung erfolgte möglicherweise rund 600 Jahre vor Christus. In der Antike lag Redessan an der Römerstraße Via Domitia. Diese verband Rom mit Spanien. Aus dieser Zeit sind zahlreiche Meilensteine erhalten. Redessan gehörte zum Bistum Nîmes. Durch die Völkerwanderung, die die Region im Jahr 407 ereilte, wurden mehrere Orte durch Feuer zerstört, darunter Redessan. 410 wurde der Ort Schauplatz einer Schlacht zwischen Römern und Barbaren. Nach der Zerstörung des Ortes durch die Sarrazenen, die den Mittelmeerraum im 8. Jahrhundert angriffen, halfen Mönche den Bewohnern beim Wiederaufbau des Dorfes.  Im Jahr 943 spendete ein Ehepaar in Erwartung des Weltuntergangs im Jahr 1000 große Landbesitze im heutigen Gemeindegebiet an das Domkapitel von Nîmes.
Das Wappen des Ortes verdeutlicht die vom Krieg geprägte Situation: Der darauf abgebildete Turm steht für Schutz, das Schwert symbolisiert Verteidigung. Rechts im Wappen ist das rote Blut des Feindes abgebildet, der das Dorf angreift.

### Bevölkerungsentwicklung
1322 lebten 28 Familien in Redessan. Nur eine Generation später, im Jahr 1348, waren es nur noch sechs Familien. Im Jahr 1744 lebten 240 Menschen im Dorf. Während der französischen Revolution im Jahr 1793 waren es 714 Bewohner. Erst seit der Volkszählung 1968 ist die Einwohnerzahl stark ansteigend.
| Jahr      | 1962 | 1968 | 1975 | 1982 | 1990 | 1999 | 2008 | 2017 |
| Einwohner | 1215 | 1299 | 1602 | 2084 | 2233 | 2873 | 3403 | 4115 |

## Sehenswürdigkeiten
Redessans Kirche trägt den Namen Saint-Jean-Baptiste. Benannt wurde sie nach Johannes dem Täufer. Das Gebäude entspricht dem romanischen Baustil.
Während der Hugenottenkriege wurde die alte Dorfkirche im Jahr 1621 von den Protestanten geplündert. Zu Beginn des 19. Jahrhunderts wies sie einen so schlechten Zustand auf, dass sie abgerissen und durch eine neue Kirche ersetzt werden musste. 
Nach einem Beschluss, der im Januar 1818 gefasst wurde, errichtete man den Uhrturm des Dorfes an seinem heutigen Standort. Dagegen gab es mehrere Beschwerden: Einige Bürger beklagten, dass der Turm zu weit außerhalb des Ortskerns liege. Kritisiert wurden auch die hohen Kosten von damals 12314 Francs. Laut Einschätzung eines Beamten seien die Kosten unbegründet, da das Dorf damals lediglich rund 800 Einwohner zählte. Wann genau der Uhrturm eingeweiht wurde, ist nicht bekannt. Am 24. Juni 1873 wurde er durch Blitzschlag jedoch teilweise zerstört. Ihre Technik wurde 1874 und 1933 erneuert.

## Städtepartnerschaft
Die Gemeinde Redessan pflegt eine Städtepartnerschaft mit der spanischen Gemeinde Benifairó de la Valldigna (Provinz Valencia). Zustande gekommen war die Partnerschaft über ein Paar, das Beziehungen im spanischen Nachbardorf Tabernes de Valldinga hatte. Nach Unterzeichnung einer Absichtserklärung im Jahr 1989 wurde der Partnerschaftsvertrag am 24. September 1993 in Redessan unterzeichnet.